# Schwaben (Bayern)
För andra betydelser, se Schwaben (olika betydelser).
Schwaben är ett regeringsdistrikt (tyska: Regierungsbezirk) av det tyska förbundslandet Bayern. Huvudstad är Augsburg.

## Geografi

### Läge
Distriktet med en yta på 9 991,54 km² den 1 januari 2021 och 1 917 979 invånare den 31 december 2021 omfattar den östligaste delen av den historiska regionen Schwaben. Gränsen mellan Schwaben och Bayern gick i äldre tid vid floden Lech.

### Administrativ indelning
Unterfranken indelas i tre kretsfria städer och nio kretsar:
| Regionalkod | Kategori      | Namn                             |
| ----------- | ------------- | -------------------------------- |
| 09761       | Kretsfri stad | Augsburg                         |
| 09762       | Kretsfri stad | Kaufbeuren                       |
| 09763       | Kretsfri stad | Kempten                          |
| 09764       | Kretsfri stad | Memmingen                        |
| 09771       | Krets         | Landkreis Aichach-Friedberg      |
| 09772       | Krets         | Landkreis Augsburg               |
| 09773       | Krets         | Landkreis Dillingen an der Donau |
| 09779       | Krets         | Landkreis Donau-Ries             |
| 09774       | Krets         | Landkreis Günzburg               |
| 09776       | Krets         | Landkreis Lindau                 |
| 09775       | Krets         | Landkreis Neu-Ulm                |
| 09780       | Krets         | Landkreis Oberallgäu             |
| 09777       | Krets         | Landkreis Ostallgäu              |
| 09778       | Krets         | Landkreis Unterallgäu            |

### Grannområden
Grannområden är Mittelfranken (095) i norr, Oberbayern (091) i öster, Tyrolen (Österrike, AT) i sydost, Vorarlberg (Österrike, AT) i söder, Sankt Gallen (kanton) (Schweiz, CH) i sydväst (en punkt i Bodensjön), Regierungsbezirk Tübingen (Baden-Württemberg, 08) i väster och Regierungsbezirk Stuttgart (Baden-Württemberg, 08) i nordväst.

## Specialiteter

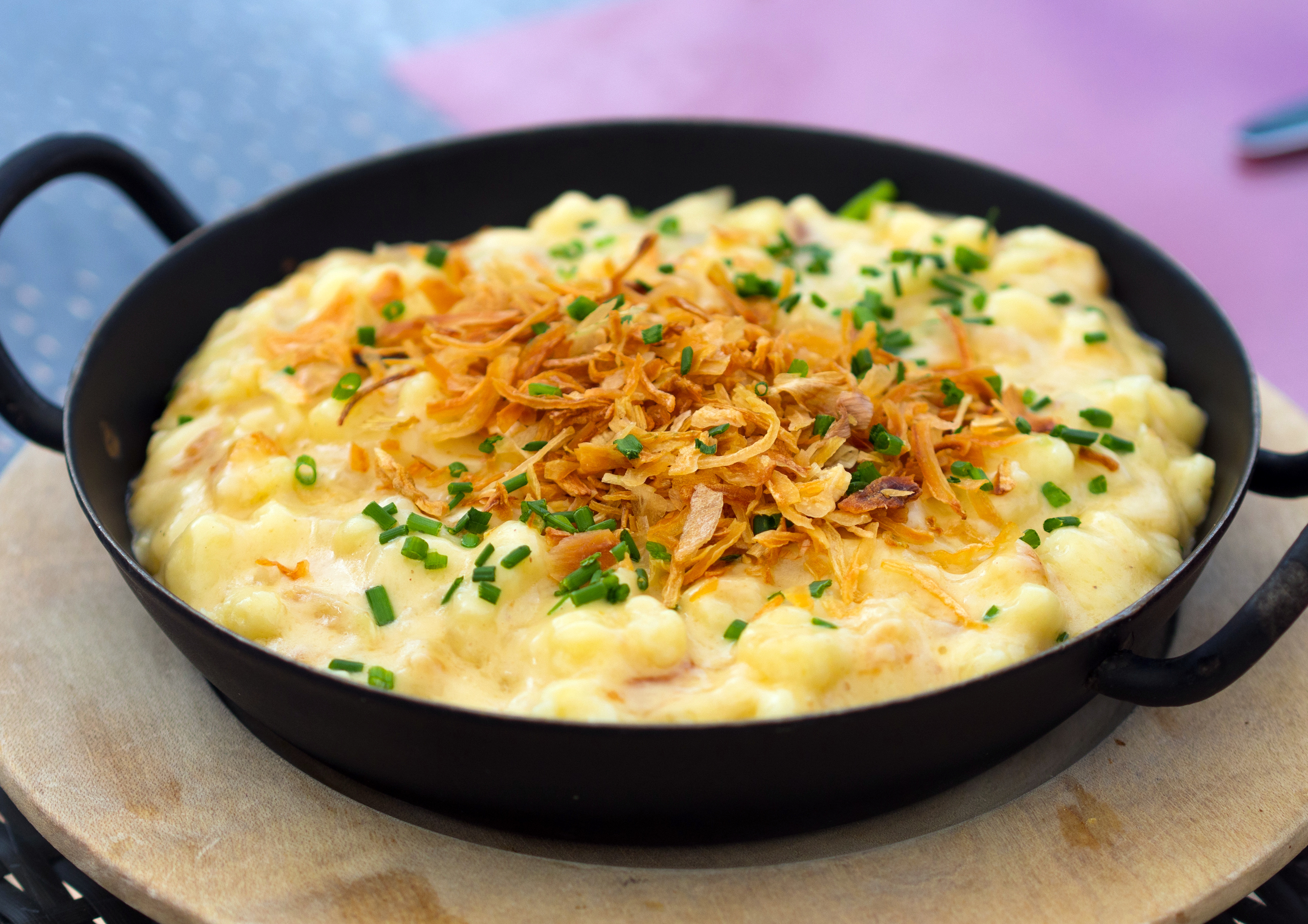
Käsespätzle med rostad lök
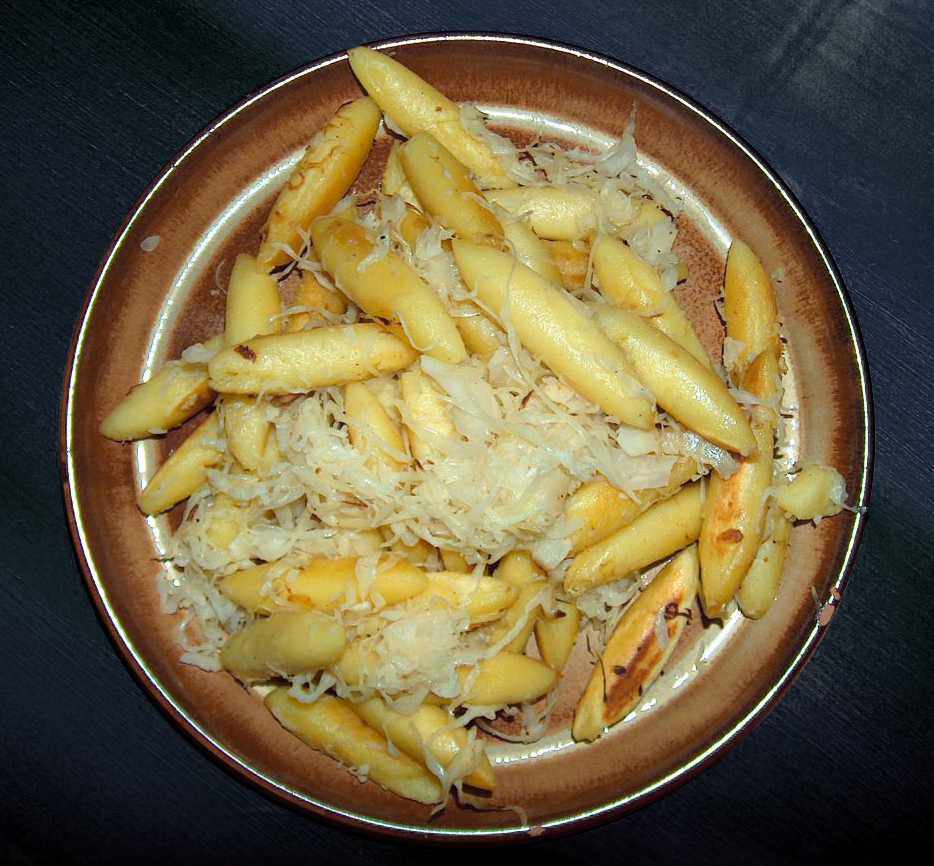
Schupfnudel med surkål
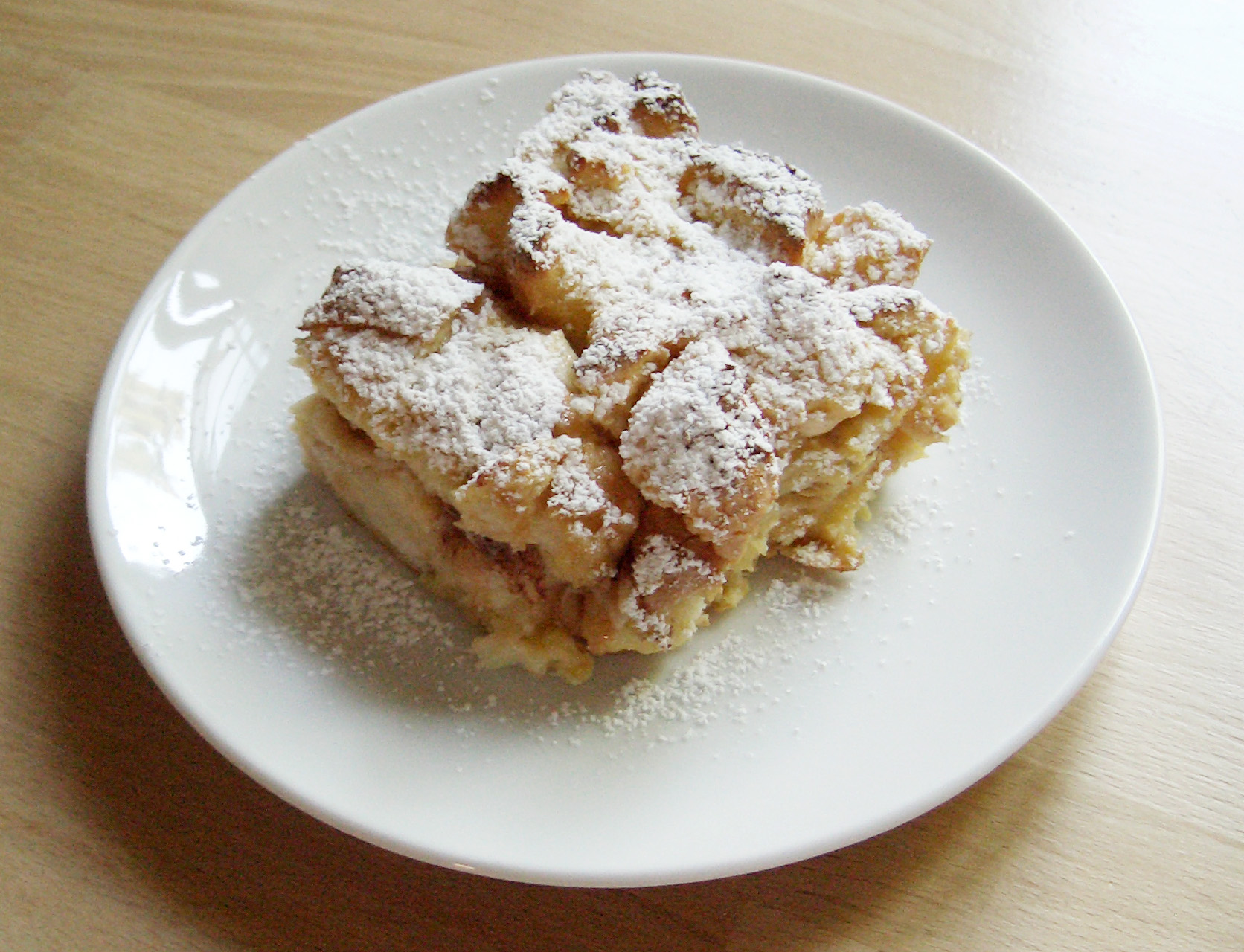
Ofenschlupfer
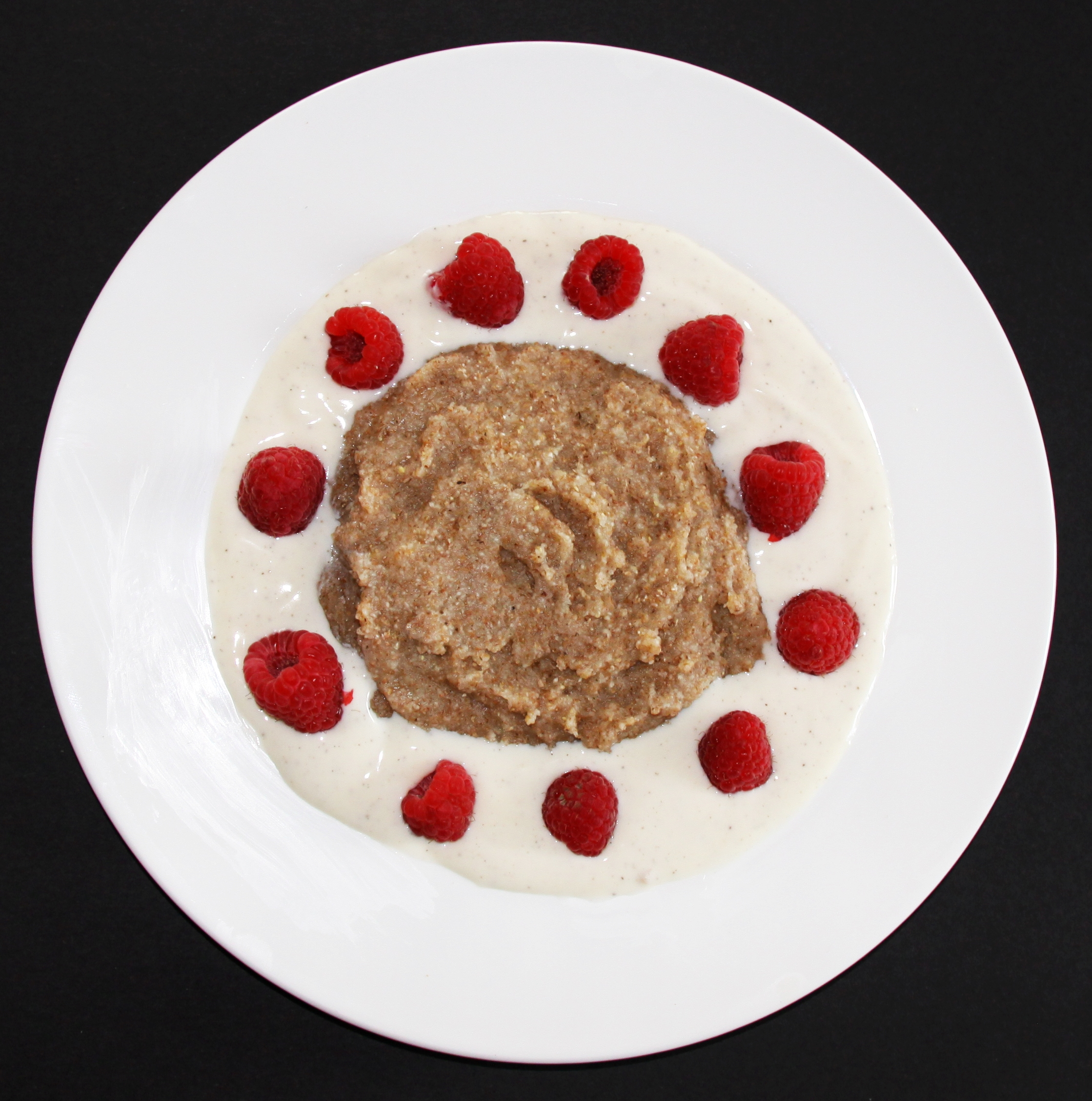
Brenntar